# Roderic Dallas
Roderic Stanley „Stan” Dallas (ur. 30 lipca 1891 w Mount Stanley w stanie Queensland, zm. 1 czerwca 1918 pod Liévin) – australijski pilot myśliwski, jeden z największych asów myśliwskich okresu I wojny światowej. Autor 32 zwycięstw powietrznych. Drugi co do skuteczności australijski pilot myśliwski I wojny światowej.
Zaciągnął się do australijskiej armii w 1913 i swoją karierę wojskową rozpoczął w piechocie.
Po wybuchu I wojny światowej próbował dostać się do brytyjskich sił powietrznych Royal Flying Corps, jednakże nie został przyjęty. Dopiero próba zaciągnięcia się do Royal Naval Air Service zakończyła się powodzeniem i już niedługo Dallas mógł odbywać pierwsze loty treningowe.
Pierwsze loty bojowe nad Francją jego jednostka odbyła końcem 1915 roku. Pod koniec 1916 Dallas mógł się pochwalić sześcioma zwycięstwami powietrznymi, co dawało mu pierwsze miejsce wśród lotników RNAS. 
W początkowej fazie swojej podniebnej kariery Dallas zdecydowaną większość lotów bojowych wykonywał na samolocie Sopwith Triplane, latając w składzie 1 Eskadry RNAS. W sierpniu 1917 powiększył liczbę sukcesów powietrznych do 20. W czerwcu 1917 został mianowany dowódcą 1 Eskadry RNAS i funkcję tę sprawował do marca 1918.
W kwietniu 1918 został przeniesiony do 40 Dywizjonu RAF, gdzie latał na samolocie S.E.5a. 
Osiągnął imponującą liczbę 32 potwierdzonych zwycięstw powietrznych. 
Zginął 1 czerwca 1918 podczas lotu bojowego nad Francją. Został zestrzelony przez niemieckiego trzypłatowego Fokkera Dr.I, pilotowanego przez dowódcę eskadry myśliwskiej Jagdstaffel 14, Johannesa Wernera.

## Odznaczenia
- Order Wybitnej Służby
- Krzyż Wybitnej Służby – dwukrotnie
- Krzyż Wojenny (Croix de Guerre)